# 33464 Melahudock
33464 Melahudock è un asteroide della fascia principale. Scoperto nel 1999, presenta un'orbita caratterizzata da un semiasse maggiore pari a 2,2572509 UA e da un'eccentricità di 0,1512637, inclinata di 3,70754° rispetto all'eclittica.